# 凱特·米列
凱特·米列（英語：Katherine Murray Millett, Kate Millett；1934年9月14日—2017年9月6日），是美国女性主义運动家。她是“第二波女性主义”的代表性人物，以《性/別政治》(1970) 闻名。費瑟斯通将“堕胎合法化、两性间更大的职业平等以及性自由”等前所未聞的成就归功于米列的努力。
女性主义運動、人权運動、和平運動、民权運動和反精神病汙名化是米列的形容詞。她的作品表現出她的基进主义想法，例如妇女权利和心理健康改革，而一些回憶錄作品，探索了自己性取向、心理健康和人际关系。 1960年代至1970年代間，米列在早稻田大学、布林莫尔学院、巴纳德学院和加州大学伯克萊分校任教。她的晚期作品是《酷刑的政治》（1994），指在反對在多国實施的酷刑，以及《媽媽米列》（2001），探索她自身与母亲关系。 2011年至2013年，她获得浪達同志文學獎，小野洋子勇气奖，入选美國国家女性名人堂。
1970年，米列以女同性恋的身分出柜。1970年底，她承認自己是双性恋。 她嫁给了雕塑家吉村文雄（1965年至1985年）。後來改與凯尔()結婚。

## 生平

### 早年生活和教育
1934年9月14日，凱特·米列生于明尼苏达州的圣保罗。父親是詹姆士(James Albert) ；母親是海倫(Helen (née Feely) Millett)。自幼，米列便害怕工程师父亲打她。  當米列14歲時，她酗酒的父親離家出走，米列一家飽受贫困。 母亲是一名教师和保险推销员。 米列有两个姐妹，莎莉(Sally)和玛洛里(Mallory)；其中一位姊妹是其導演影片《三個女人》的主角。 她也是爱尔兰天主教徒，童年时期一直就讀於圣保罗的教区学校。
1956年，明尼苏达大学，米列以优异成绩毕业，取得英国文学的學位； 她是姐妹會成员。 1958年，在親戚資助下，米列自牛津大学圣希尔达学院畢業。 她是第一位在圣希尔达學院取得一等荣誉学位的美国女性。 在大约10年的教育家和艺术家生涯后，1958年，米列進入哥伦比亚大学，修讀英语和比较文学。這段期间，她在巴纳德學院教授英语。 在巴納德學院，她參與了学生運動、妇女解放運動和堕胎改革運動。1969年9月，米列完成论文，并于1970 年3月，取得博士学位。

### 藝術家與教師生涯
牛津大学毕业后，米列在北卡罗来纳大学教授英语，但她中途便离開。 
她在纽约市担任幼儿园老师。1959年至1961年間，学习雕刻和绘画。此後，她前往日本学习雕塑。在日本，米列邂逅了雕塑家吉村文雄。 在东京南画廊，米列举办第一次的展览。  她也在早稻田大学教授英语。1963年，她离开日本，搬到纽约的下东区。 
1964年，米列开始在巴纳德学院教授英语，并展出她的艺术作品。她是當時想要实现女性教育现代化的激进年轻教育工作者之一；米列希望为當時的女性提供“了解她们在父权社会中的地位所必需的关键工具”。  她的基进政治想法、在Token Learning 中攻擊巴納德學院及学院的预算削减，导致她于1968年12月23日被解雇。 她的作品在格林威治村的贾德森画廊(Judson Gallery)展出。 1960年代，米列对和平運動和民权运动产生了兴趣，加入了种族平等大会(CORE)，参與抗议活动。  

1971 年，米列在布林莫尔学院教授社会学。 同年，她开始在纽约波啟浦夕附近购置房产，用作女性艺术村 。1973年，她成為加州大学伯克萊分校的教育家。 

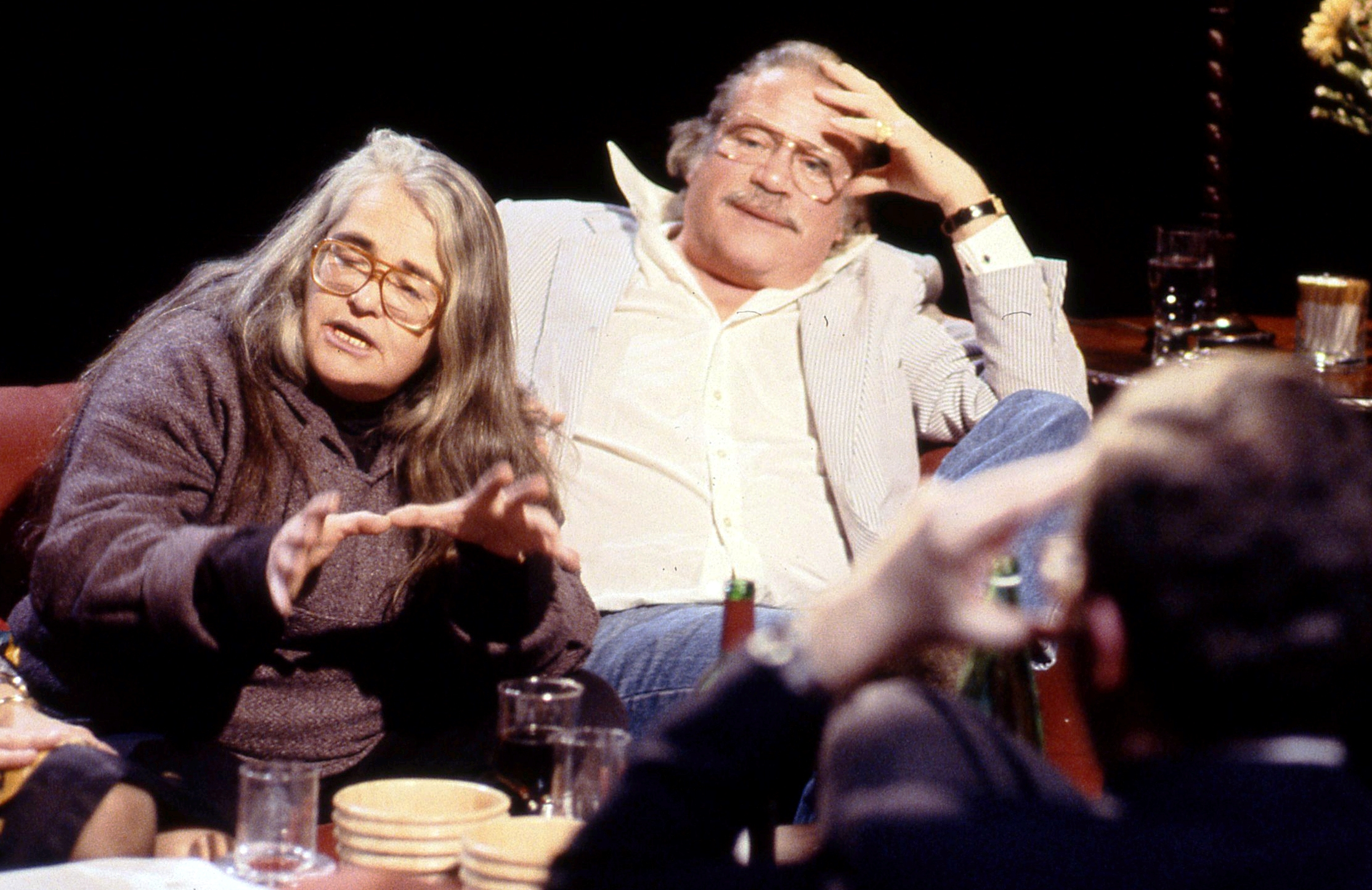
1991年，英国讨论节目After Dark，与奥利弗·里德

### 1980 年代到2010 年代
1980 年，雖然米列是雙性戀，但米列仍受邀參加洛杉矶的美国女同艺术展。 米列同時还是女性主義雜誌On the Issues撰稿人，持續写作至2000年代初。她在《酷刑的政治》 (1994) 中讨论了国家容許的酷刑，引起人们对许多国家使用酷刑的关注。 
米列捲入在英國電視節目After Dark的爭議事件。节目中，喝醉的奥利弗·里德试图強吻米列，米列将他推开。但据报道，后来米烈要求节目提供录像带以娛樂她的朋友。 整个节目中，里德使用了許多性别歧视的语言。 
米列还参与了监狱改革和反酷刑运动。记者莫琳·弗里利谈到米列晚年对基进主义的看法时写道：「成为自由業的最大好处是，她可以随心所欲地说出自己想說的话，因为‘没有人會在任何議題上給我張椅子。我太老了、卑鄙又烦躁。一切都取决于你多愛争论。 』」
2012年，藝術村成为非营利组织，改名为米列艺术中心。 
2017年，在妻子凯尔看顧下，因心臟麻痺，米列與巴黎逝世，享年82歲。

## 基進女性主義
米列是1960、1970 年代的第二波女性主义的代表人物。  她和茜德尼·阿爾伯特、 阿爾瑪·盧松、Phyllis Birkby、 和Artemis March都是 CR One 的成员。該組織是第一个提高女同性恋意识的团体。   
1966 年，米列成为全美婦女組織的委员会成员，随后加入了纽约基进女性、 基進女同性恋组织等基進女性主義组织。 
1970年美國女性主義詩人摩根編輯的选集《婦女組織是有力的：美國婦女解放運動文選》(Sisterhood is Powerful : An Anthology of Writings from the Women’s Liberation Movement)收錄米列的〈性/別政治〉。 
在1970年的《性/別政治》 大获成功后，米列一躍成为女性主义运动的代言人。然而，她在1974年的《飛行》(Flying)談及組織內的矛盾。 
米列是最早闡述父权理論的作家之一，將父權刻劃为現代社会对女性的壓迫。 传记作家盖尔(Gayle Graham Yates) 評論：“米列阐述了父权制理论，并将女性的性别和压迫概念化，成为套術語，用以性別角色革命，及彻底改变个人與家庭的生活方式。”相較之下，贝蒂·傅瑞丹則致力改善女性在社会、政治的领导机会與经济方面的独立。 
从女性主义的角度，米列写了几本关于女性生活的书。花費4年多完成的《地下室：對活人祭品的沉思》，記錄了1965年格特魯德·巴尼謝夫斯基如何折磨西爾維婭·萊肯斯至死。該事件佔據她精神14年。米列，以女性主义的视角，探索了手无寸铁少女的故事，以及她涉及的性虐待、身体虐待與情感虐待過程。 Roberta M. Hooks評論：“不同於女性主义论战，《地下室》是篇強烈觸動人心的書面研究，關乎残忍和屈從问题。”  米列谈到兇手动机說道：“这是個压迫女性的故事。格特鲁德似乎想在少女身上施行某種可怕的正直公理：而这就是成为一个女人的涵意”。 
1979年，米列和加拿大记者凱爾(Sophie Keir)前往伊朗德黑兰参加伊朗女性爭取藝術與受教自由的活動。當時的何梅尼政府，禁止女孩和男孩一起上学，要求妇女戴面纱，禁止妇女夫离婚。3月8日国际妇女节，数千名妇女参加德黑兰大学前的抗議活動。大约2萬名妇女参加穿该市自由广场的游行。许多遊行參與者被刺伤、殴打或潑酸。米列和凯尔参加了集会和示威活动。在抵达伊朗后两周，兩人从酒店房间遭带走，隨後被遣返至法國巴黎。米列担心伊朗妇女的命运，“她們無法上飛機，這也是為什麼連結全球姊妹社群這麼重要。”
1981年出版的《前往伊朗》(Going to Iran)讲述这段经历。 2014年講述女性主义历史电影《她在憤怒時最美》中收錄米列 。 

### 性/別政治

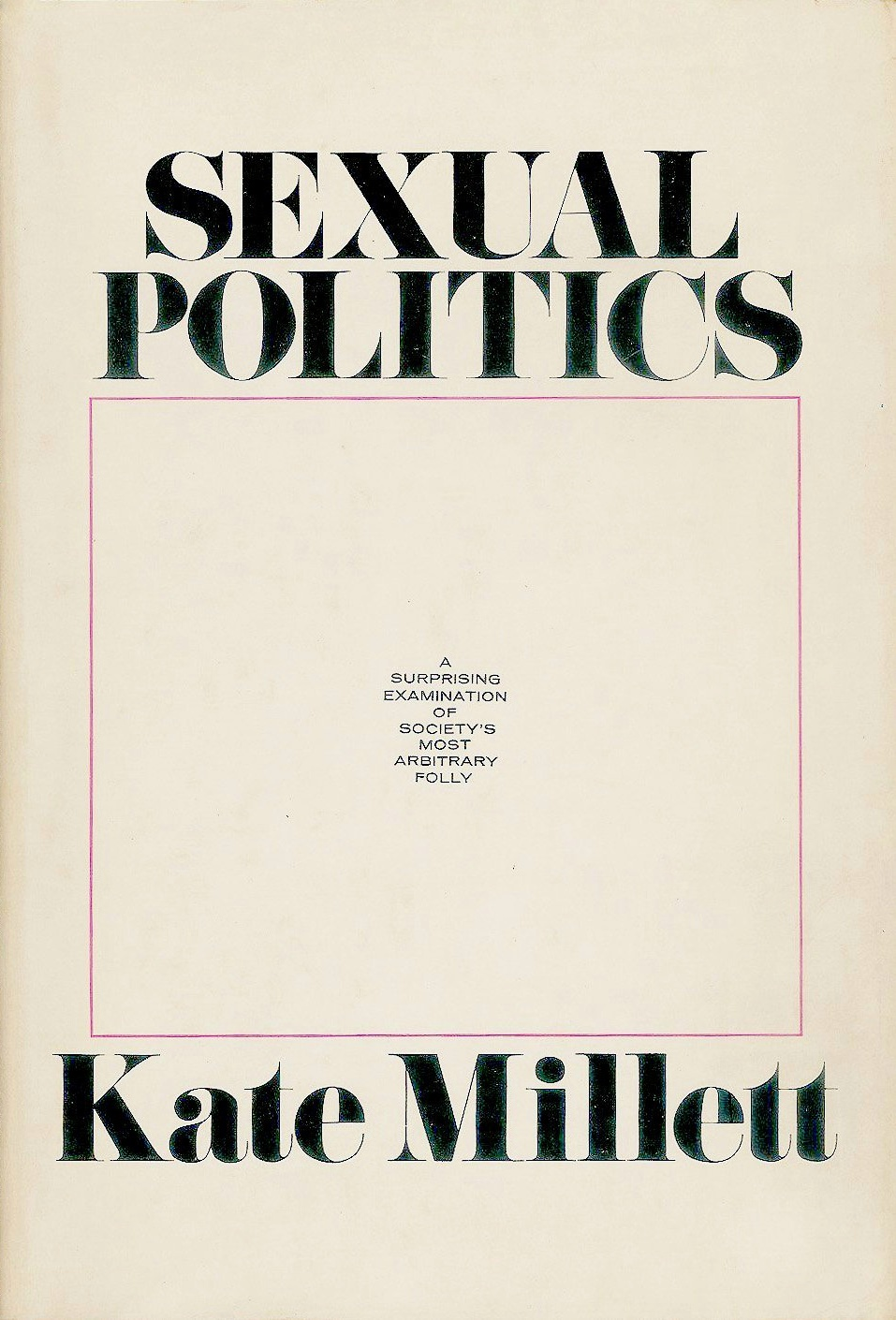
《性/別政治》封面

1970年的《性/別政治》，改寫自她哥伦比亚大学的博士論文。該书，的批判了西方社会、文学中父权制，讨论了性别歧视和异性戀歧視的现代小说家，如DH劳伦斯，亨利·米勒，以及诺曼·梅勒，并与同性恋作家的观点做比較，如让热內。 米列探討父权的起源，认为性的压迫既是政治上的，也是文化上的，并认为废除传统家庭是性別革命的真正关键。 這本書被視為第二波女性主義的运动綱領。 
时代杂志在封面故事放上米列與「性/別政治」，作為婦女解放運動的象徵，称《性/別政治》是本“非凡的书”，提供了融貫女权运动的理论。 女性畫家妮勒为1970年8月31日的封面创作了米列形象。
诺曼·梅勒的《性囚犯》為回应米列的性政治而写的。  诺曼傳記的作者安德鲁·威尔逊(Andrew Wilson)指出，“《性囚犯》是场比赛。他的修辭對抗她的散文，他的魅力對抗她的覺悟，他唱反調的愤怒對抗她尖酸的指责。目的是将更多的观众、更强大的呈現转化成持续的真理。《性囚犯》是自我模仿和讽刺。...” 

### 性别歧视和性行为
当米列在哥伦比亚大学谈论性解放时，一名女听众質问她：“你为什么不在这里公开说你是女同性恋。你以前说过你是女同性恋者。”米列犹豫地答道：“是的，我是女同性恋”。 几周后，《时代雜誌》1970年12月8日的文章《再看妇女解放》(Women's Lib: A Second Look)称，米列承认她是双性恋，而这可能会使她成就女权运动发言人的名声，因为它“加强了将所有女性解放運動者视为女同性恋的怀疑论观点。” 該事件導致，两天后，女同性恋女性主义者Ivy Bottini和芭芭拉在格林威治村组织記者會，30名女同性恋和女性主义领导人宣布“声援在性别歧视社会中同性恋者争取解放的斗争”。 
1971年的电影《三個女人》，是一部由全女性攝影工作人員製作的纪录片，包括共同导Susan Kleckner、摄影师Lenore Bode和剪辑师Robin Mide，題名为“妇女解放电影”。 这部 70 分钟的电影聚焦三位女性——导演米列的姐妹马洛里·米列-琼斯(Mallory Millett-Jones)、化学家Lillian Shreve和艺术家Robin Mide——回忆她们的生活。 《纽约时报》艺术评论家文森·坎比 (Vincent Canby) 写道：“《三個女人》是一部简单的好电影。該部電影不会將觀眾注意力拉去電影本身，而是只关注它的三个主角，以及它们如何在米列描述由男性主導的社會中成长。米列在她的《性/別政治》中有系统地撕裂、衝擊、嘲笑和破坏這由男性主导的社会。”  本片在纽约市剧院首映后获得了“普遍好评”。 
1971年的《卖淫報告》(The Prostitution Papers)中，米列将卖淫詮释为女性状况的核心，比婚姻更清楚地揭示了女性的服从狀況。在卖淫過程中，买卖的是堕落和权力，而不是性。她主张在性工作者自行領导下将卖淫除罪化。

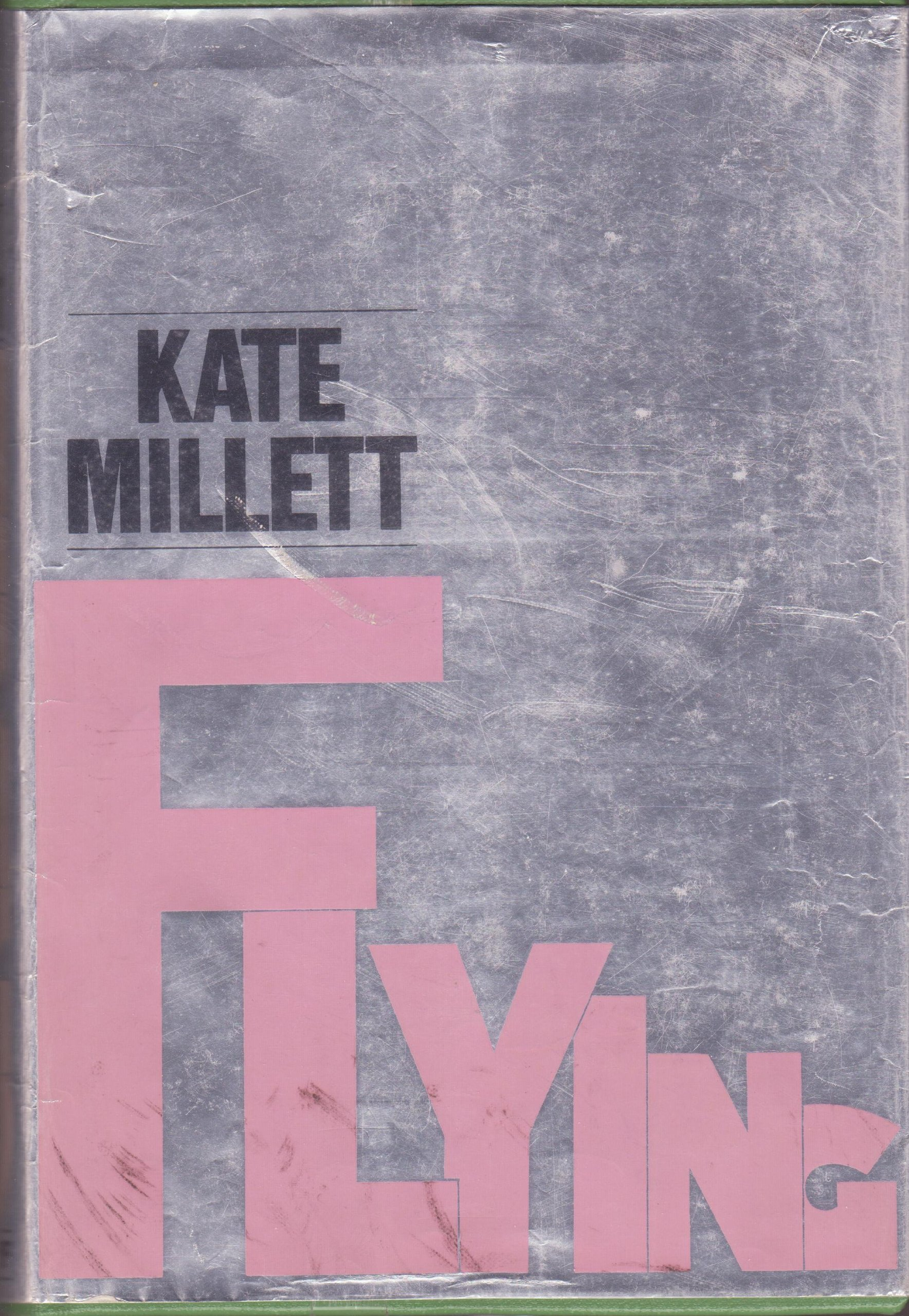
《飛翔》封面

1974年，米列出版《飛翔》(Flying, 1974) ，一本“关于她双性恋的意识流回忆录”。  《纽约时报书评》描述，《性/別政治》成功啟發米列，以一種“令人眼花缭乱的暴露癖”，探索自身的生活。米列以纪录片的风格捕捉了所思所感。  1977年的回憶錄《西塔》(Sita, 1977)，講述了她的性取向，特别是她自杀的女同性恋情人，以及這对米列个人的影响。  米列和茜德尼·阿爾伯特、 阿爾瑪·盧松、Phyllis Birkby、 和Artemis March都是第一個女同性戀意識覺醒組織CR One 的成员。 

## 作品

### 展览
- 1963 – Minami Gallery, Tokyo[44]
- 1967 – Group exhibition, 12 Evenings of Manipulation, Judson Gallery, New York City[44][45]
- 1968 – Situations, Brooklyn Community College, New York[46]
- 1970 – The American Dream Goes to Pot, The People's Flag Show, Phoenix Art Museum;[47] Judson Memorial Church, New York[48]
- 1972 – Terminal Piece, Women's Interart Center, New York[46]
- 1973 – Small Mysteries, Womanstyle Theatre Festival, New York[49]
- 1977 – Naked Ladies, Los Angeles Women's Building, California[44][49][50]
- 1977 – Solo exhibition, Andre Wauters Gallery, New York[49]
- 1977 – The Lesbian Body, Chuck Levitan Gallery, New York[49]
- 1978 – The Trial of Sylvia Likens, Noho Gallery, New York[51][52]
- 1979 – Elegy for Sita, Noho Gallery, New York[49]
- 1979 – Women's Caucus for Art[49]
- 1980 – Group exhibition, Great American Lesbian Art Show, Los Angeles[49]
- 1980 – Solo exhibition, Lesbian Erotica, Galerie de Ville, New Orleans; Second Floor Salon[49]
- 1981 – Solo exhibition, Lesbian Erotica, Galerie des Femmes, Paris[49]
- 1986 – Group exhibition, Feminists and Misogynists, Center on Contemporary Art, Seattle[49]
- 1988 – Fluxus, Museum of Modern Art, New York[49]
- 1991–1994 – Courtland Jessup Gallery, Provincetown, Massachusetts[44]
- 1992 – Group exhibition, Body Politic, La MaMa La Galleria[49]
- 1991 – Solo exhibition, Freedom from Captivity, Courtland Jessup Gallery, Provincetown, Massachusetts[49]
- 1997 – Kate Millett, Sculptor: The First 38 Years, Fine Arts Gallery, University of Maryland, Catonsville[53]
- 2009 – Black Madonna, multimedia show of 41 artists, HP Garcia Gallery, New York[54]

### 單著
- Millett, Kate. . Garden City, New York: Doubleday. 1970. OCLC 489817513.
- Millett, Kate. . Falmouth: Paladin. 1971. OCLC 320856459.
- Millett, Kate. . New York: Alfred A. Knopf. 1974. ISBN 978-0-394-48985-8.
- Millett, Kate. . London: Virago. 1976. ISBN 9780860680246.
- Millett, Kate. . New York: Simon & Schuster. 1979. ISBN 978-0-671-24763-8.
- Millett, Kate. . New York: Coward, McCann & Geoghegan. 1981. ISBN 978-0-698-11095-3.
- Millett, Kate. . New York: Simon & Schuster. 1990. ISBN 978-0-671-74028-3.
- Millett, Kate. . New York, London: Norton. 1993. ISBN 978-0-393-03575-9.
- Millett, Kate. . Journal of Lesbian Studies 4 (W.W. Norton). 1995: 101–6. ISBN 978-0-393-03524-7. PMID 24802688. doi:10.1300/J155v04n04_10.
- Millett, Kate. . London: Verso. 2001. ISBN 978-1-85984-607-0.

- Millett, Kate; O'Dell, Kathy; Berger, Maurice. . Catonsville, Maryland: Fine Arts Gallery. 1997. ISBN 0-9624565-9-4.

### 文章或书籍章节
- Millett, Kate. . On the Issues. Summer 1998.
- Millett, Kate; Andreasen, , Cudd; Robin O.  (编), , Oxford, UK; Malden, Massachusetts: Blackwell Publishing: 37–59, 2005, ISBN 1-4051-1661-7
- Millett, Kate; Lehmann, , Stastny; Peter  (编), , Berlin Eugene, Oregon: Peter Lehmann Publishing: 29–38, 2007, ISBN 9780978839918.
- Millett, Kate; LeFrancois, , Burstow; Brenda  (编), , Montreal: McGill/Queen's University Press, 2014, ISBN 9780773543300

### 影片
- (documentary). Women's Liberation Cinema Company.[8]
- (documentary). National Film Board of Canada (NFB).[55]
- (biography). British Broadcasting Corporation (BBC), Union Pictures Productions.[56]
- (documentary). Calliope Films, Playboy Entertainment Group.
- (television).[57]
- (documentary short).[58]